# Best of the Blues Brothers
Best of the Blues Brothers – album wydany przez Blues Brothers Band w 1981 roku.

## Lista utworów
1. Expressway to Your Heart – 3:23
2. Everybody Needs Somebody to Love – 2:36
3. I Don't Know – 4:16
4. She Caught the Katy – 4:12
5. Soul Man – 3:03
6. Rubber Biscuit – 3:25
7. Goin' Back to Miami – 3:33
8. Gimme Some Lovin' – 3:07
9. 'B' Movie Boxcar Blues – 4:08
10. Flip, Flop & Fly – 3:39